# Macrospectrodes subargentalis
Macrospectrodes subargentalis is een vlinder uit de familie van de grasmotten (Crambidae). De wetenschappelijke naam van deze soort is voor het eerst voorgesteld als Botys subargentalis door Pieter Snellen in een publicatie uit 1890.
De soort komt voor in India (Sikkim).